# Electra (Eurípides)
Electra é uma peça teatral do dramaturgo grego Eurípides, provavelmente composta em meados da década de 410 a.C., provavelmente depois de 413 a.C.. Não se sabe se foi encenada antes ou depois da célebre versão feita por Sófocles do mito de Medeia.

## Contexto
Anos antes, no início da Guerra de Troia, o general grego Agamenon sacrificou sua filha, Ifigênia, para apaziguar a deusa Ártemis e permitir que as tropas gregas pudessem navegar para Troia. Sua esposa, Clitemnestra, nunca o perdoou por este ato, e em seu retorno, dez anos mais tarde, ela o assassinou, juntamente com seu amante, Egisto.

## Trama
A peça se inicia com a apresentação de Clitemnestra e a filha de Agamemnon, Electra. Electra havia se casado com um velho fazendeiro, temendo que se continuasse na corte e se casasse com um nobre, seus filhos ficariam mais tentados a vingar a morte de Agamemnon. Seu marido, no entanto, se apiedou dela, recusando-se a aproveitar tanto de seu nome de família quanto de sua virgindade; em troca, Electra passou a ajudá-lo nas tarefas domésticas. Apesar de seu apreço por seu marido camponês, Electra carrega consigo a mágoa por ter sido obrigada a sair de casa, e pela lealdade de sua mãe com Egisto. O jovem filho de Agamemnon e Clitemnestra, Orestes, foi levado para fora do país e encarregado aos cuidados do rei da Fócida, onde se tornou amigo íntimo de Pilades, filho do rei local.
Já adulto, Orestes e seu companheiro Pilades viajam a Argos, em busca de vingança, disfarçados de mensageiros de Orestes; inadvertidamente, vão parar na casa de Electra e seu marido - que acaba por reconhecê-lo, por uma cicatriz, como a criança que ele havia levado à Fócida anos antes. Os irmãos então, agora reunidos, compartilham seus planos de vingança e passam a conspirar juntos para derrubar Clitemnestra e Egisto.
Enquanto o velho camponês sai para atrair Clitemnestra à casa de Electra, alegando que sua esposa teve um filho, Orestes parte e mata Egisto, retornando com seu cadáver. Ao ponderar a possibilidade de matricídio, no entanto, começa a hesitar, embora Electra o encoraje a seguir adiante com o plano. Quando Clitemnestra chega ele e Electra a matam empurrando uma espada em sua garganta - um ato que instila neles uma enorme sensação opressora de culpa. No fim da peça surgem os irmãos deificados de Clitemnestra, Castor e Polideuces (também chamados de Dióscuros), que dizem a Electra e Orestes que sua mãe recebeu uma punição justa, porém o matricídio cometido por eles ainda era um ato desonroso, e instruem-nos sobre como expiar sua culpa e purgar suas almas do crime.

## Paródia esquiliana e alusão homérica
A popularidade duradoura da trilogia Oresteia de Ésquilo, produzida em 458 a.C., fica evidente na construção feita por Eurípides da cena em que Orestes e Electra se reconhecem. Em Coéforas (cuja trama equivale aproximadamente aos eventos descritos na Electra de Eurípides), Electra reconhece seu irmão através de uma série de detalhes: um cacho de seu cabelo, uma pegada deixada por ele sobre a sepultura de Agamenon, numa peça de vestimenta que ela lhe havia feito anos antes. A cena do reconhecimento feita por Eurípides claramente satiriza o relato de Ésquilo, fazendo Electra rir diante da ideia de utilizar estes detalhes para reconhecê-lo, afirmando que o cacho de cabelo nada tinha a ver com o dele, a pegada dele nada tinha a ver com sua própria pegada, tão menor, e que não teria lógica um Orestes adulto guardar uma roupa que lhe fora feita quando ainda era uma criança pequena.
Orestes é reconhecido através de uma cicatriz em sua testa, que ele teria feito quando criança. Esta é uma alusão a uma cena da Odisseia de Homero, quando a criada Euricleia reconhece Odisseu, que acabou de retornar a Ítaca disfarçado, através de uma cicatriz em sua coxa, contraida quando criança durante sua primeira caça a javalis. Na Odisseia o retorno de Orestes a Argos e a vingança de seu pai é mencionada por diversas vezes como um modelo para o comportamento de Telêmaco, filho de Odisseu (ver Telemaquia). Eurípides, por sua vez, usa a cena em que os irmãos se reconhecem para aludir à cena de Odisseu; No lugar de uma épica e heróica caçada a javalis, Eurípides inventa para seu personagem um incidente semi-cômico envolvendo um pequeno cervo.

## Traduções

### Para o inglês
- «Texto completo». Edward P. Coleridge, 1891 – Prosa
- Gilbert Murray, 1911 – Verso
- Aurthur S. Way, 1912 – Verso
- Emily Townsend Vermeule, 1958 – Verso
- J. Davie, 1998
- J. Morwood, 1998
- «Texto completo». G. Theodoridis, as Elektra, 2006 – Prosa